# 世の中なんでもHOWマッチ いくらかわかる金?
『いくらかわかる金?〜世の中なんでもHOWマッチ』（いくらかわかるかね よのなかなんでもハウマッチ）は、2024年（令和6年）4月27日からTBS系列で放送されているクイズ・バラエティ番組。

## 概要
1986年（昭和61年）4月19日から2024年3月30日まで、38年間にわたって放送した『世界・ふしぎ発見!』の後継番組として放送開始。
日本の「ちょっと気になるお金事情」を独自に調査・検証し、その結果について2チームでクイズ対決をするマネーリサーチバラエティである。
レギュラー放送開始前に、2023年（令和5年）12月1日に1度特番として放送された。
使用BGMは「聖者の行進」を「かねかね」に替え歌したものが主に使用される。
タイムテーブル上では21時台の1時間番組であるが、当面の間はタイムテーブル上の前枠である『ジョブチューン アノ職業のヒミツぶっちゃけます!』と隔週交代での2時間枠で放送される。2024年6月1日の放送では初めて1時間枠で放送された。（ただし、通常より6分早い20:54からの放送であったため、いわゆる21:00スタートの回は今のところ1度も行われていない。）その後も20:54開始ではあるものの、1時間で完結する1時間刻みでの編成の回が増えている。

## 出演者
MC
- 澤部佑（ハライチ）[1]
- 杉山真也（TBSアナウンサー）[1]

ナレーション
- 服部伴蔵門

実況
- 熊崎風斗・小沢光葵・古田敬郷・赤荻歩（TBSアナウンサー）[注 1]

## ルール
4人ずつ2チームに分かれての対決。お金にまつわる様々なチャレンジ・検証を行い、その結果（誰が1位となったか、いくら売上を上げたかなど）をチーム内で相談し予想する。的中、近似値問題の場合は相手チームより近ければ正解となり10ポイント獲得（最終問題では15P）。最終的な合計得点の多いチームが勝利。勝利チームには「金（かね）一封」が送られる。
満腹になるまで飲み食いしたらいくらかかる金?
チェーン店にてゲスト数組が満腹になるまで好きに食べてもらい、その食事代金が一番高くなったチームを予想する。
お金を気にせず食べ歩きしたらいくら分食べる?
商店街や観光地を舞台にゲスト数組が制限時間の間に好きなだけ食べ歩きをしてもらう。その代金が一番高くなったチームを予想する。
クレーンゲームで一番お金をかけずに景品ゲットできるのは誰?
用意したクレーンゲーム機に自腹で挑戦し景品がとれるまでに費やした金額を競う。使用代金が一番少ない1位となった挑戦者は使用代金が番組から返還。それ以外は自腹となる。スタジオのチームは1位となる挑戦者を予想する。
ハンデマッチチャレンジ
芸能界屈指の体力自慢にしてドケチの春日俊彰や、東大卒クイズ王の伊沢拓司などが街中でスカウトした一般人と「ビーチフラッグス（春日）」「クイズ（伊沢）」などで対決。事前に番組から軍資金を支給し、相手の様子などを見て自らハンデ（ビーチフラッグスでは自分が相手よりも長く走る距離、クイズでは自分が答えられるまでの時間）を設定。勝てばハンデに応じた賞金が番組から支給。負ければハンデに応じた賞金を相手に支払わなければならない。ハンデを大きくするほどハイリスクハイリターンとなる。スタジオのチームは最終的な獲得賞金がいくらになるかや最終戦の結果を予想。当てたチーム・より近かったチームが正解となる。
デカ盛りチャレンジグルメ
ドケチ春日がスカウトした大食いに自信のある人がチャレンジグルメに挑戦。時間内に成功すれば春日の軍資金と挑戦者それぞれに賞金を贈呈。失敗した場合は挑戦代金が春日の軍資金から支払われる。スタジオのチームは挑戦が成功するか否かを予想する。
路上ライブチャレンジ
大江裕を始めとする歌手が本気で路上ライブに挑戦。120分間で観客からの投げ銭がいくらになるかを予想する。
金額予想の旅
梅沢富美男や松木安太郎のおじさん芸能人と女性ゲストが観光地を巡りアクティビティや料理を堪能する。その中で登場した品々、あるいは今日1日満喫した分の1人分料金を予想。所定誤差以内あるいは相手チームより近い方が正解となる。

## 放送リスト

### 単発特番
| 回 | 放送日時              | 放送内容                                                                                 | 参加チーム | ゲスト                                                     | 備考  |
| -- | --------------------- | ---------------------------------------------------------------------------------------- | --- | ---------------------------------------------------------- | ----- |
| SP | 12月1日 19:00 - 20:57 | くら寿司で満腹なるまで食べたらいくらかかる金?                                            | 【TAKAHIROチーム】 EXILE TAKAHIRO 児嶋一哉（アンジャッシュ） 長谷川雅紀（錦鯉） 森泉 【森崎博之チーム】 森崎博之（TEAM NACS） 滝沢カレン 白河れい 陣内智則 | ノッチファミリー ママタルト（大鶴肥満・檜原洋平） 山口航輝 | [ 2 ] |
| SP | 12月1日 19:00 - 20:57 | コストコで一番買う人の購入金額いくら金?                                                  | 【TAKAHIROチーム】 EXILE TAKAHIRO 児嶋一哉（アンジャッシュ） 長谷川雅紀（錦鯉） 森泉 【森崎博之チーム】 森崎博之（TEAM NACS） 滝沢カレン 白河れい 陣内智則 | 藤岡弘、 天翔愛                                            | [ 2 ] |
| SP | 12月1日 19:00 - 20:57 | プロの歌手が路上ライブをしたらいくら稼げる金?                                            | 【TAKAHIROチーム】 EXILE TAKAHIRO 児嶋一哉（アンジャッシュ） 長谷川雅紀（錦鯉） 森泉 【森崎博之チーム】 森崎博之（TEAM NACS） 滝沢カレン 白河れい 陣内智則 | 大江裕 こがけん                                            | [ 2 ] |
| SP | 12月1日 19:00 - 20:57 | ズブの素人が自腹チャレンジ クレーンゲームで一番お金をかけずに景品ゲットできるのはダレ金? | 【TAKAHIROチーム】 EXILE TAKAHIRO 児嶋一哉（アンジャッシュ） 長谷川雅紀（錦鯉） 森泉 【森崎博之チーム】 森崎博之（TEAM NACS） 滝沢カレン 白河れい 陣内智則 | 伊沢拓司 春日俊彰（オードリー） 広瀬アリス                 | [ 2 ] |
| SP | 12月1日 19:00 - 20:57 | 名家に眠っている高価なモノ鑑定したらいくら金?                                            | 【TAKAHIROチーム】 EXILE TAKAHIRO 児嶋一哉（アンジャッシュ） 長谷川雅紀（錦鯉） 森泉 【森崎博之チーム】 森崎博之（TEAM NACS） 滝沢カレン 白河れい 陣内智則 | U字工事                                                    | [ 2 ] |

### レギュラー版

#### 2024年
| 回 | 放送日時 | 放送内容                                                                             | 参加チーム | ゲスト | 備考                                  |
| -- | -------- | ------------------------------------------------------------------------------------ | --- | --- | ------------------------------------- |
| 1  | 4月27日  | くら寿司で満腹なるまで食べたらいくらかかる金?                                        | 【TAKAHIROチーム】 EXILE TAKAHIRO 上白石萌音 村上（マヂカルラブリー） アンミカ 【梅沢富美男チーム】 梅沢富美男 大橋和也（なにわ男子） 井森美幸 陣内智則                                     | ノッチファミリー 岡部大（ハナコ） 真壁伸弥 | 初回2時間スペシャル （19:54 - 21:56） |
| 1  | 4月27日  | ニトリで一番買う人の購入金額いくら金?                                                | 【TAKAHIROチーム】 EXILE TAKAHIRO 上白石萌音 村上（マヂカルラブリー） アンミカ 【梅沢富美男チーム】 梅沢富美男 大橋和也（なにわ男子） 井森美幸 陣内智則                                     | | 初回2時間スペシャル （19:54 - 21:56） |
| 1  | 4月27日  | プロの歌手が路上ライブをしたらいくら稼げる金?                                        | 【TAKAHIROチーム】 EXILE TAKAHIRO 上白石萌音 村上（マヂカルラブリー） アンミカ 【梅沢富美男チーム】 梅沢富美男 大橋和也（なにわ男子） 井森美幸 陣内智則                                     | 大江裕 ほしのディスコ（パーパー） | 初回2時間スペシャル （19:54 - 21:56） |
| 1  | 4月27日  | スーパーの袋詰めで一番元を取れるのはだれ金?                                          | 【TAKAHIROチーム】 EXILE TAKAHIRO 上白石萌音 村上（マヂカルラブリー） アンミカ 【梅沢富美男チーム】 梅沢富美男 大橋和也（なにわ男子） 井森美幸 陣内智則                                     | 奈緒 板垣李光人 伊沢拓司 鶴崎修功 野々村友紀子 川谷修士（2丁拳銃） | 初回2時間スペシャル （19:54 - 21:56） |
| 2  | 5月11日  | 串カツ田中で満腹になるまで食べたらいくらかかる金?                                    | 【満島真之介チーム】 満島真之介 ケンドーコバヤシ ナヲ（マキシマム ザ ホルモン） 伊原六花 【森崎博之チーム】 森崎博之（TEAM NACS） 西畑大吾（なにわ男子） 藤本美貴 関太（タイムマシーン3号） | ノッチファミリー ママタルト（大鶴肥満・檜原洋平） 真壁伸弥 | 2時間スペシャル （20:00 - 21:56）     |
| 2  | 5月11日  | 餃子の王将の日本一お客さんが入る店舗、ピーク時にいくら売り上げる金?                  | 【満島真之介チーム】 満島真之介 ケンドーコバヤシ ナヲ（マキシマム ザ ホルモン） 伊原六花 【森崎博之チーム】 森崎博之（TEAM NACS） 西畑大吾（なにわ男子） 藤本美貴 関太（タイムマシーン3号） | | 2時間スペシャル （20:00 - 21:56）     |
| 2  | 5月11日  | スクラッチ宝くじ100枚でいくら稼げる金?                                               | 【満島真之介チーム】 満島真之介 ケンドーコバヤシ ナヲ（マキシマム ザ ホルモン） 伊原六花 【森崎博之チーム】 森崎博之（TEAM NACS） 西畑大吾（なにわ男子） 藤本美貴 関太（タイムマシーン3号） | 春日俊彰（オードリー） 徳光和夫 椿鬼奴 村上佳菜子 伊達さゆり（Liella!） | 2時間スペシャル （20:00 - 21:56）     |
| 2  | 5月11日  | ニトリで一番買う人の購入金額いくら金?                                                | 【満島真之介チーム】 満島真之介 ケンドーコバヤシ ナヲ（マキシマム ザ ホルモン） 伊原六花 【森崎博之チーム】 森崎博之（TEAM NACS） 西畑大吾（なにわ男子） 藤本美貴 関太（タイムマシーン3号） | | 2時間スペシャル （20:00 - 21:56）     |
| 3  | 5月25日  | 牛角で満腹になるまで食べたらいくらかかる金?                                          | 【内田篤人チーム】 内田篤人 神田愛花 大橋和也（なにわ男子） 児嶋一哉（アンジャッシュ） 【原晋チーム】 原晋 王林 モモコグミカンパニー 陣内智則                                               | 住洋樹 滝沢秀一ファミリー 駆け抜けて軽トラ（小野島徹・餅田コシヒカリ） | 2時間スペシャル （19:55 - 21:56）     |
| 3  | 5月25日  | ベテラン有名人が自腹チャレンジ! USJで一番お金をかけずにゲームをクリアするのはダレ金? | 【内田篤人チーム】 内田篤人 神田愛花 大橋和也（なにわ男子） 児嶋一哉（アンジャッシュ） 【原晋チーム】 原晋 王林 モモコグミカンパニー 陣内智則                                               | 石原良純 松本伊代 松木安太郎 | 2時間スペシャル （19:55 - 21:56）     |
| 3  | 5月25日  | プロの歌手が路上ライブをしたらいくら稼げる金? 〜仙台編〜                             | 【内田篤人チーム】 内田篤人 神田愛花 大橋和也（なにわ男子） 児嶋一哉（アンジャッシュ） 【原晋チーム】 原晋 王林 モモコグミカンパニー 陣内智則                                               | 大江裕 | 2時間スペシャル （19:55 - 21:56）     |
| 4  | 6月1日   | 人気観光地でお金を気にせず自由に食べ歩きしたらいくらかかる金? 〜熱海編〜             | 【内田篤人チーム】 内田篤人 神田愛花 大橋和也（なにわ男子） 児嶋一哉（アンジャッシュ） 【原晋チーム】 原晋 王林 モモコグミカンパニー 陣内智則                                               | ギャル曽根 山口もえ 野々村友紀子 川谷修士（2丁拳銃） くわばたりえ（クワバタオハラ） ノッチファミリー                                                                             | 20:54 - 21:56の1時間編成。            |
| 4  | 6月1日   | 巨人VS阪神〜伝統の一戦〜試合後どちらのファンが飲み代でお金を使う金?                  | 【内田篤人チーム】 内田篤人 神田愛花 大橋和也（なにわ男子） 児嶋一哉（アンジャッシュ） 【原晋チーム】 原晋 王林 モモコグミカンパニー 陣内智則                                               | | 20:54 - 21:56の1時間編成。            |
| 5  | 6月29日  | スシローで満腹なるまで食べたらいくらかわかる金?                                      | 【TAKAHIROチーム】 EXILE TAKAHIRO 藤本美貴 小森隼（GENERATIONS） 向井慧（パンサー） 【ISSAチーム】 ISSA（DA PUMP） 井森美幸 松田里奈（櫻坂46） 陣内智則                                     | 清水邦広 ビスケットブラザーズ（きん・原田泰雅） エハラマサヒロファミリー | 3時間スペシャル （18:51 - 21:56）     |
| 5  | 6月29日  | ご当地芸人が道の駅の売り場に立ったらいくら売り上げられる金?                          | 【TAKAHIROチーム】 EXILE TAKAHIRO 藤本美貴 小森隼（GENERATIONS） 向井慧（パンサー） 【ISSAチーム】 ISSA（DA PUMP） 井森美幸 松田里奈（櫻坂46） 陣内智則                                     | U字工事 | 3時間スペシャル （18:51 - 21:56）     |
| 5  | 6月29日  | クレーンゲームで一番お金をかけずに景品ゲットできるのはダレ金?                        | 【TAKAHIROチーム】 EXILE TAKAHIRO 藤本美貴 小森隼（GENERATIONS） 向井慧（パンサー） 【ISSAチーム】 ISSA（DA PUMP） 井森美幸 松田里奈（櫻坂46） 陣内智則                                     | 二宮和也 あばれる君 森泉 | 3時間スペシャル （18:51 - 21:56）     |
| 5  | 6月29日  | プロの歌手が路上ライブをしたらいくら稼げる金?                                        | 【TAKAHIROチーム】 EXILE TAKAHIRO 藤本美貴 小森隼（GENERATIONS） 向井慧（パンサー） 【ISSAチーム】 ISSA（DA PUMP） 井森美幸 松田里奈（櫻坂46） 陣内智則                                     | 大江裕 斎藤司（トレンディエンジェル） | 3時間スペシャル （18:51 - 21:56）     |
| 5  | 6月29日  | 大江裕は夜の博多でいくら分のグルメを満喫する金?                                      | 【TAKAHIROチーム】 EXILE TAKAHIRO 藤本美貴 小森隼（GENERATIONS） 向井慧（パンサー） 【ISSAチーム】 ISSA（DA PUMP） 井森美幸 松田里奈（櫻坂46） 陣内智則                                     | 大江裕 | 3時間スペシャル （18:51 - 21:56）     |
| 5  | 6月29日  | ビバホームで一番買う人の購入金額いくら金?                                            | 【TAKAHIROチーム】 EXILE TAKAHIRO 藤本美貴 小森隼（GENERATIONS） 向井慧（パンサー） 【ISSAチーム】 ISSA（DA PUMP） 井森美幸 松田里奈（櫻坂46） 陣内智則                                     | | 3時間スペシャル （18:51 - 21:56）     |
| 6  | 7月20日  | バーミヤンで満腹になるまで飲み食いしたらいくらかかる金?                              | 【ヒロミチーム】 ヒロミ 佐野勇斗（M!LK） 渋谷凪咲 児嶋一哉（アンジャッシュ） 【石原良純チーム】 石原良純 滝沢カレン アン ミカ 村上（マヂカルラブリー）                                      | 田中史朗 中島イシレリ 庭井祐輔 森川由起乙 辻直人 野本建吾 八村阿蓮 マイケル・パーカー                                                                                            | 2時間スペシャル （19:54 - 21:56）     |
| 6  | 7月20日  | 生粋の大阪人は商店街でいくら値切れる金?                                              | 【ヒロミチーム】 ヒロミ 佐野勇斗（M!LK） 渋谷凪咲 児嶋一哉（アンジャッシュ） 【石原良純チーム】 石原良純 滝沢カレン アン ミカ 村上（マヂカルラブリー）                                      | 野々村由紀子 | 2時間スペシャル （19:54 - 21:56）     |
| 6  | 7月20日  | ビバホームで一番買う人の購入金額いくら金?                                            | 【ヒロミチーム】 ヒロミ 佐野勇斗（M!LK） 渋谷凪咲 児嶋一哉（アンジャッシュ） 【石原良純チーム】 石原良純 滝沢カレン アン ミカ 村上（マヂカルラブリー）                                      | ジョニー志村 | 2時間スペシャル （19:54 - 21:56）     |
| 6  | 7月20日  | ドボンを回避できる金? ヴィンテージTシャツ編                                          | 【ヒロミチーム】 ヒロミ 佐野勇斗（M!LK） 渋谷凪咲 児嶋一哉（アンジャッシュ） 【石原良純チーム】 石原良純 滝沢カレン アン ミカ 村上（マヂカルラブリー）                                      | | 2時間スペシャル （19:54 - 21:56）     |
| 7  | 8月10日  | 鎌倉で100分間お金を気にせず食べ歩きしたらいくら分食べる?                             | 【梅沢富美男チーム】 梅沢富美男 髙地優吾(SixTONES) 滝沢カレン 太田博久（ジャングルポケット） 【森崎博之チーム】 森崎博之（TEAM NACS） 野々村由紀子 渋谷凪咲 盛山晋太郎（見取り図）          | ギャル曽根 山口もえ 杉本美香 松本薫 | 2時間スペシャル （19:54 - 21:56）     |
| 7  | 8月10日  | プロの歌手は路上ライブでいくら稼げる?                                                | 【梅沢富美男チーム】 梅沢富美男 髙地優吾(SixTONES) 滝沢カレン 太田博久（ジャングルポケット） 【森崎博之チーム】 森崎博之（TEAM NACS） 野々村由紀子 渋谷凪咲 盛山晋太郎（見取り図）          | 大江裕 エハラマサヒロ | 2時間スペシャル （19:54 - 21:56）     |
| 7  | 8月10日  | ご当地芸人は道の駅でいくら売り上げられる?                                            | 【梅沢富美男チーム】 梅沢富美男 髙地優吾(SixTONES) 滝沢カレン 太田博久（ジャングルポケット） 【森崎博之チーム】 森崎博之（TEAM NACS） 野々村由紀子 渋谷凪咲 盛山晋太郎（見取り図）          | タイムマシーン3号（関太・山本浩司） | 2時間スペシャル （19:54 - 21:56）     |
| 8  | 8月24日  | 焼肉きんぐで満腹になるまで飲み食いしたらいくらかかる金?                              | 【TAKAHIROチーム】 EXILE TAKAHIRO 河合郁人 野呂佳代 児嶋一哉（アンジャッシュ） 【増田貴久チーム】 増田貴久（NEWS） 井森美幸 伊達さゆり（Liella!） 向井慧（パンサー）                        | 垣永真之介 きつね(大津広次・淡路幸誠) | 2時間スペシャル （19:54 - 21:56）     |
| 8  | 8月24日  | 大人気アイスガリガリ君はいくらで当たりが出る?                                        | 【TAKAHIROチーム】 EXILE TAKAHIRO 河合郁人 野呂佳代 児嶋一哉（アンジャッシュ） 【増田貴久チーム】 増田貴久（NEWS） 井森美幸 伊達さゆり（Liella!） 向井慧（パンサー）                        | | 2時間スペシャル （19:54 - 21:56）     |
| 8  | 8月24日  | クレーンゲームで一番お金をかけずに景品ゲットできるのはダレ金?                        | 【TAKAHIROチーム】 EXILE TAKAHIRO 河合郁人 野呂佳代 児嶋一哉（アンジャッシュ） 【増田貴久チーム】 増田貴久（NEWS） 井森美幸 伊達さゆり（Liella!） 向井慧（パンサー）                        | ジェシー（SixTONES） 尾形貴弘（パンサー） 栗原恵 | 2時間スペシャル （19:54 - 21:56）     |
| 8  | 8月24日  | 業務スーパーで一番買う人の購入金額いくら金?                                          | 【TAKAHIROチーム】 EXILE TAKAHIRO 河合郁人 野呂佳代 児嶋一哉（アンジャッシュ） 【増田貴久チーム】 増田貴久（NEWS） 井森美幸 伊達さゆり（Liella!） 向井慧（パンサー）                        | レッツゴーよしまさ | 2時間スペシャル （19:54 - 21:56）     |
| 9  | 9月7日   | ケチな春日は海水浴客に勝って賞金をいくら稼げる金?                                    | 【満島真之介チーム】 満島真之介 滝沢カレン 佐野勇斗（M!LK） 児嶋一哉（アンジャッシュ） 【永瀬廉チーム】 永瀬廉（King & Prince） 長谷川雅紀（錦鯉） 王林 田渕章裕（インディアンス）          | 春日俊彰（オードリー） | 20:54 - 21:56の1時間編成              |
| 9  | 9月7日   | 二木の菓子で一番買った人の購入金額はいくら金?                                        | 【満島真之介チーム】 満島真之介 滝沢カレン 佐野勇斗（M!LK） 児嶋一哉（アンジャッシュ） 【永瀬廉チーム】 永瀬廉（King & Prince） 長谷川雅紀（錦鯉） 王林 田渕章裕（インディアンス）          | すゑひろがりず（南條庄助・三島達矢） | 20:54 - 21:56の1時間編成              |
| 10 | 9月14日  | プロの歌手は路上ライブでいくら稼げる金?                                              | 【満島真之介チーム】 満島真之介 滝沢カレン 佐野勇斗（M!LK） 児嶋一哉（アンジャッシュ） 【永瀬廉チーム】 永瀬廉（King & Prince） 長谷川雅紀（錦鯉） 王林 田渕章裕（インディアンス）          | 大江裕 斉藤慎二（ジャングルポケット） | 20:54 - 21:56の1時間編成              |
| 10 | 9月14日  | 秋に行きたい人気観光地のホテル、宿泊費が一番高いのはどこ金?                          | 【満島真之介チーム】 満島真之介 滝沢カレン 佐野勇斗（M!LK） 児嶋一哉（アンジャッシュ） 【永瀬廉チーム】 永瀬廉（King & Prince） 長谷川雅紀（錦鯉） 王林 田渕章裕（インディアンス）          | ジョニー志村 ニッチロー ビトたけし | 20:54 - 21:56の1時間編成              |
| 11 | 9月21日  | 魚民で満腹になるまで飲み食いしたらいくらかかる金?                                    | 【満島真之介チーム】 満島真之介 滝沢カレン 佐野勇斗（M!LK） 児嶋一哉（アンジャッシュ） 【永瀬廉チーム】 永瀬廉（King & Prince） 長谷川雅紀（錦鯉） 王林 田渕章裕（インディアンス）          | 栃ノ心 三島達矢（すゑひろがりず） 村上（マヂカルラブリー） 土屋アンナ みかんファミリー                                                                                           | 20:54 - 21:56の1時間編成              |
| 11 | 9月21日  | 肉のハナマサでBBQ食材を一番買う人の購入金額は?                                       | 【満島真之介チーム】 満島真之介 滝沢カレン 佐野勇斗（M!LK） 児嶋一哉（アンジャッシュ） 【永瀬廉チーム】 永瀬廉（King & Prince） 長谷川雅紀（錦鯉） 王林 田渕章裕（インディアンス）          | ノッチ（デンジャラス） | 20:54 - 21:56の1時間編成              |
| 12 | 10月19日 | 草津の商店街で100分間お金を気にせず食べ歩きしたらいくら分食べる?                     | 【内田篤人チーム】 内田篤人 藤本美貴 栗田航兵（OCTPATH） 向井慧（パンサー） 【成田凌チーム】 成田凌 アン ミカ 矢吹奈子 陣内智則                                                             | ギャル曽根 山口もえ 髙田真希 大﨑佑圭 エハラマサヒロファミリー | 20:54 - 21:56の1時間編成              |
| 12 | 10月19日 | クレーンゲームで一番お金をかけずに景品ゲットできるのは誰?                            | 【内田篤人チーム】 内田篤人 藤本美貴 栗田航兵（OCTPATH） 向井慧（パンサー） 【成田凌チーム】 成田凌 アン ミカ 矢吹奈子 陣内智則                                                             | 角田夏実 杉谷拳士 松木安太郎 | 20:54 - 21:56の1時間編成              |
| 13 | 11月2日  | 大人気コストコで1カート分欲しいものを好きなだけ買ったらいくら?                       | 【内田篤人チーム】 内田篤人 藤本美貴 栗田航兵（OCTPATH） 向井慧（パンサー） 【成田凌チーム】 成田凌 アン ミカ 矢吹奈子 陣内智則                                                             | 相川七瀬 モモコ（ハイヒール） 田中史朗 中島イシレリ | 20:54 - 21:56の1時間編成              |
| 13 | 11月2日  | クイズ王伊沢は名門大学生に勝って賞金をいくら稼げる?                                  | 【内田篤人チーム】 内田篤人 藤本美貴 栗田航兵（OCTPATH） 向井慧（パンサー） 【成田凌チーム】 成田凌 アン ミカ 矢吹奈子 陣内智則                                                             | 伊沢拓司 | 20:54 - 21:56の1時間編成              |
| 14 | 11月30日 | 魚民で満腹になるまで飲み食いしたらいくらかかる金?                                    | 【三村マサカズチーム】 三村マサカズ（さまぁ〜ず） 島崎和歌子 伊原六花 村上｛マヂカルラブリー） 【原晋チーム】 原晋 ナヲ（マキシマム ザ ホルモン） 浦野秀太（OWV） 陣内智則                  | トランプマン ノッチ（デンジャラス） ハリー杉山 森脇健児 森渉 小沢光葵（TBSアナウンサー） 佐々木舞音（TBSアナウンサー） 古田敬郷（TBSアナウンサー） 吉村恵里子（TBSアナウンサー） | 20:54 - 21:56の1時間編成              |
| 14 | 11月30日 | 大人気商品の工場に潜入!30秒間でいくら分作られている?                                 | 【三村マサカズチーム】 三村マサカズ（さまぁ〜ず） 島崎和歌子 伊原六花 村上｛マヂカルラブリー） 【原晋チーム】 原晋 ナヲ（マキシマム ザ ホルモン） 浦野秀太（OWV） 陣内智則                  | | 20:54 - 21:56の1時間編成              |
| 15 | 12月7日  | デカ盛りチャレンジグルメ!ドケチ春日は賞金をいくら稼げる?                             | 【DAIGOチーム】 DAIGO 井森美幸 伊原六花 児嶋一哉（アンジャッシュ） 【梅沢富美男チーム】 梅沢富美男 滝沢カレン 藤原丈一郎（なにわ男子） 陣内智則                                             | 春日俊彰（オードリー） | 20:54 - 21:56の1時間編成              |
| 15 | 12月7日  | 悲しい出来事を街角でぶちまけ!アンミカから一番高い応援金をゲットするのは誰?           | 【DAIGOチーム】 DAIGO 井森美幸 伊原六花 児嶋一哉（アンジャッシュ） 【梅沢富美男チーム】 梅沢富美男 滝沢カレン 藤原丈一郎（なにわ男子） 陣内智則                                             | アンミカ | 20:54 - 21:56の1時間編成              |
| 16 | 12月21日 | 初詣スポット・成田山新勝寺の参道で100分間お金を気にせず食べ歩きしたらいくら?         | 【沢村一樹チーム】 沢村一樹 井森美幸 髙橋ひかる 陣内智則 【増田貴久チーム】 増田貴久（NEWS） アン ミカ 髙地優吾（SixTONES） 太田博久（ジャングルポケット）                                  | 翔猿 大栄翔 ギャル曽根 山口もえ ノッチファミリー | 3時間スペシャル （18:51 - 21:56）     |
| 16 | 12月21日 | コストコで1カート分欲しいものを好きなだけ買ったらいくら?                             | 【沢村一樹チーム】 沢村一樹 井森美幸 髙橋ひかる 陣内智則 【増田貴久チーム】 増田貴久（NEWS） アン ミカ 髙地優吾（SixTONES） 太田博久（ジャングルポケット）                                  | 張本智和 張本美和 中村仁美 南明奈 | 3時間スペシャル （18:51 - 21:56）     |
| 16 | 12月21日 | クレーンゲームで一番お金をかけずに景品ゲットできるのは誰?                            | 【沢村一樹チーム】 沢村一樹 井森美幸 髙橋ひかる 陣内智則 【増田貴久チーム】 増田貴久（NEWS） アン ミカ 髙地優吾（SixTONES） 太田博久（ジャングルポケット）                                  | 中島健人 梅沢富美男 野呂佳代 | 3時間スペシャル （18:51 - 21:56）     |
| 16 | 12月21日 | プロの歌手は路上ライブでいくら稼げる?                                                | 【沢村一樹チーム】 沢村一樹 井森美幸 髙橋ひかる 陣内智則 【増田貴久チーム】 増田貴久（NEWS） アン ミカ 髙地優吾（SixTONES） 太田博久（ジャングルポケット）                                  | 増田貴久（NEWS） 水森かおり 大江裕 | 3時間スペシャル （18:51 - 21:56）     |

#### 2025年
| 回 | 放送日時 | 放送内容                                                                                         | 参加チーム | ゲスト | 備考                              |
| -- | -------- | ------------------------------------------------------------------------------------------------ | --- | --- | --------------------------------- |
| 17 | 1月11日  | 磯丸水産で満腹になるまで飲み食いしたらいくらかかる金?                                            | 【佐藤隆太チーム】 佐藤隆太 鈴木伸之 髙橋ひかる 児嶋一哉（アンジャッシュ） 【梅沢富美男チーム】 梅沢富美男 井森美幸 髙地優吾（SixTONES） 陣内智則                                                   | 橋本壮市 長与千種 彩羽匠 桃野美桜（マーベラス） 松陰寺太勇（ぺこぱ） ハリウッドザコシショウ                                                    | 20:54 - 21:56の1時間編成          |
| 17 | 1月11日  | TBS・新人女性アナウンサーがビールの売り子に初挑戦!いくら売り上げられる?                          | 【佐藤隆太チーム】 佐藤隆太 鈴木伸之 髙橋ひかる 児嶋一哉（アンジャッシュ） 【梅沢富美男チーム】 梅沢富美男 井森美幸 髙地優吾（SixTONES） 陣内智則                                                   | 浦野芽良（TBSアナウンサー） | 20:54 - 21:56の1時間編成          |
| 18 | 1月18日  | ズブの素人が自腹チャレンジ! クレーンゲームで一番お金をかけずに景品ゲットできるのは誰?            | 【山下健二郎チーム】 山下健二郎（三代目J SOUL BROTHERS） 島崎和歌子 佐藤大樹（FANTASTICS） 向井慧（パンサー） 【森崎博之チーム】 森崎博之（TEAM NACS） 神田愛花 渋谷凪咲 高橋茂雄（サバンナ）       | 芳根京子 ガンバレルーヤ（よしこ・まひる） | 20:54 - 21:56の1時間編成          |
| 18 | 1月18日  | 五輪メダリストが集結!賞金をかけた英語禁止ボウリング対決                                          | 【山下健二郎チーム】 山下健二郎（三代目J SOUL BROTHERS） 島崎和歌子 佐藤大樹（FANTASTICS） 向井慧（パンサー） 【森崎博之チーム】 森崎博之（TEAM NACS） 神田愛花 渋谷凪咲 高橋茂雄（サバンナ）       | ウルフ・アロン 大岩義明 鏡優翔 杉本美香 文田健一郎 宮脇花綸                                                                                    | 20:54 - 21:56の1時間編成          |
| 19 | 1月25日  | 餃子の王将で満腹になるまで飲み食いしたらいくらかかる金?                                          | 【山下健二郎チーム】 山下健二郎（三代目J SOUL BROTHERS） 島崎和歌子 佐藤大樹（FANTASTICS） 向井慧（パンサー） 【森崎博之チーム】 森崎博之（TEAM NACS） 神田愛花 渋谷凪咲 高橋茂雄（サバンナ）       | 岩本勉 梶原昂希 佐藤都志也 武内夏暉 正木智也 片寄涼太・小森隼（GENERATIONS） 浦川翔平・鈴木昂秀（THE RAMPAGE） エイロン（THE JET BOY BANGERZ） | 20:54 - 21:56の1時間編成          |
| 19 | 1月25日  | ドケチ春日へのドッキリ企画!                                                                      | 【山下健二郎チーム】 山下健二郎（三代目J SOUL BROTHERS） 島崎和歌子 佐藤大樹（FANTASTICS） 向井慧（パンサー） 【森崎博之チーム】 森崎博之（TEAM NACS） 神田愛花 渋谷凪咲 高橋茂雄（サバンナ）       | 春日俊彰（オードリー） とにかく明るい安村 村上（マヂカルラブリー）                                                                             | 20:54 - 21:56の1時間編成          |
| 20 | 2月1日   | 世界の山ちゃんで満腹になるまで飲み食いしたらいくらかかる金?                                      | 【水谷隼チーム】 水谷隼 藤本美貴 伊原六花 児嶋一哉（アンジャッシュ） 【石原良純チーム】 石原良純 小森隼（GENERATIONS） 野呂佳代 陣内智則                                                            | 阿炎、御嶽海 鏡優翔、櫻井つぐみ くっきー!（野性爆弾）、RG（レイザーラモン）                                                                    | 20:54 - 21:56の1時間編成          |
| 20 | 2月1日   | 箱根の温泉街で100分間お金を気にせず自由に食べ歩きしたらいくら?                                   | 【水谷隼チーム】 水谷隼 藤本美貴 伊原六花 児嶋一哉（アンジャッシュ） 【石原良純チーム】 石原良純 小森隼（GENERATIONS） 野呂佳代 陣内智則                                                            | 原晋、鶴川正也、若林宏樹、田中悠登 杉本美香 大友愛 モモコ（ハイヒール） ナジャ・グランディーバ はるな愛                                        | 20:54 - 21:56の1時間編成          |
| 21 | 2月8日   | 箱根の温泉街で100分間お金を気にせず自由に食べ歩きしたらいくら?                                   | 【水谷隼チーム】 水谷隼 藤本美貴 伊原六花 児嶋一哉（アンジャッシュ） 【石原良純チーム】 石原良純 小森隼（GENERATIONS） 野呂佳代 陣内智則                                                            | 原晋、鶴川正也、若林宏樹、田中悠登 杉本美香 大友愛 モモコ（ハイヒール） ナジャ・グランディーバ はるな愛                                        | 20:54 - 21:56の1時間編成          |
| 21 | 2月8日   | スクラッチ宝くじでより高額当選するのはだれ?                                                      | 【水谷隼チーム】 水谷隼 藤本美貴 伊原六花 児嶋一哉（アンジャッシュ） 【石原良純チーム】 石原良純 小森隼（GENERATIONS） 野呂佳代 陣内智則                                                            | エース（バッテリィズ） 原晋 | 20:54 - 21:56の1時間編成          |
| 22 | 2月15日  | すし銚子丸で満腹になるまで飲み食いしたらいくらかかる金?                                          | 【TAKAHIROチーム】 EXILE TAKAHIRO 松田里奈（櫻坂46） ナヲ（マキシマム ザ ホルモン） とにかく明るい安村 【的場浩司チーム】 的場浩司 アン ミカ 佐野晶哉（Aぇ! group） 陣内智則                        | 角田夏実 伊澤星花 檜原洋平（ママタルト） Mizutori Sports Club Polar Bear                                                                       | 20:54 - 21:56の1時間編成          |
| 22 | 2月15日  | ケチな春日はゲレンデ客に勝って賞金をいくら稼げる金?                                              | 【TAKAHIROチーム】 EXILE TAKAHIRO 松田里奈（櫻坂46） ナヲ（マキシマム ザ ホルモン） とにかく明るい安村 【的場浩司チーム】 的場浩司 アン ミカ 佐野晶哉（Aぇ! group） 陣内智則                        | 春日俊彰（オードリー） | 20:54 - 21:56の1時間編成          |
| 23 | 2月22日  | 日本全国の名物グルメが集まる物産展で100分間お金を気にせず自由に食べたらいくら?                   | 【TAKAHIROチーム】 EXILE TAKAHIRO 松田里奈（櫻坂46） ナヲ（マキシマム ザ ホルモン） とにかく明るい安村 【的場浩司チーム】 的場浩司 アン ミカ 佐野晶哉（Aぇ! group） 陣内智則                        | ギャル曽根 小倉優子 モモコ(ハイヒール) 宇都宮まき                                                                                              | 20:54 - 21:56の1時間編成          |
| 23 | 2月22日  | ズブの素人が自腹チャレンジ! クレーンゲームで一番お金をかけず景品ゲットできるのは誰?              | 【TAKAHIROチーム】 EXILE TAKAHIRO 松田里奈（櫻坂46） ナヲ（マキシマム ザ ホルモン） とにかく明るい安村 【的場浩司チーム】 的場浩司 アン ミカ 佐野晶哉（Aぇ! group） 陣内智則                        | 大西流星（なにわ男子） 三山ひろし DJ KOO | 20:54 - 21:56の1時間編成          |
| 24 | 3月1日   | デカ盛りチャレンジグルメ! ドケチ春日は賞金をいくら稼げる?                                        | 【DAIGOチーム】 DAIGO 村上佳菜子 伊原六花 森田哲矢（さらば青春の光） 【ジェシーチーム】 ジェシー（SixTONES） 井森美幸 長尾謙杜（なにわ男子） 井戸田潤（スピードワゴン）                             | 春日俊彰（オードリー） | 20:54 - 21:56の1時間編成          |
| 24 | 3月1日   | ハンデ卓球対決!金メダリスト水谷隼は賞金をいくら稼げる?                                           | 【DAIGOチーム】 DAIGO 村上佳菜子 伊原六花 森田哲矢（さらば青春の光） 【ジェシーチーム】 ジェシー（SixTONES） 井森美幸 長尾謙杜（なにわ男子） 井戸田潤（スピードワゴン）                             | 水谷隼 | 20:54 - 21:56の1時間編成          |
| 25 | 3月8日   | 人気観光地・熱海を1日満喫したらいくら?                                                           | 【DAIGOチーム】 DAIGO 村上佳菜子 伊原六花 森田哲矢（さらば青春の光） 【ジェシーチーム】 ジェシー（SixTONES） 井森美幸 長尾謙杜（なにわ男子） 井戸田潤（スピードワゴン）                             | 梅沢富美男 松木安太郎 丸山桂里奈 | 20:54 - 21:56の1時間編成          |
| 25 | 3月8日   | クイズ40&20! クイズ王・伊沢と御上先生軍団は賞金をいくら稼げる?                                   | 【DAIGOチーム】 DAIGO 村上佳菜子 伊原六花 森田哲矢（さらば青春の光） 【ジェシーチーム】 ジェシー（SixTONES） 井森美幸 長尾謙杜（なにわ男子） 井戸田潤（スピードワゴン）                             | 伊沢拓司 白倉碧空、八村倫太郎、真弓孟之、渡辺色、青山凌大、 唐木俊輔、鈴川紗由、芹澤雛梨、西本まりん、 花岡すみれ、藤本一輝、森愁斗、山田健人  | 20:54 - 21:56の1時間編成          |
| 26 | 4月5日   | 日本有数の港町・沼津で120分間お金を気にせず食べ歩きしたらいくら?                                 | 【広瀬すず・清原果耶チーム】 広瀬すず 清原果耶 井森美幸 村上（マヂカルラブリー） 【石原良純チーム】 石原良純 村上佳菜子 勝地涼 田渕章裕（インディアンス）                                           | 白鷹山、湘南乃海 ギャル曽根、山口もえ ME:I（MIU・RAN・AYANE・KEIKO・SUZU）                                                                     | 3時間スペシャル （18:51 - 21:56） |
| 26 | 4月5日   | ズブの素人が自腹チャレンジ! クレーンゲームで一番お金をかけずに景品ゲットできるのは誰?            | 【広瀬すず・清原果耶チーム】 広瀬すず 清原果耶 井森美幸 村上（マヂカルラブリー） 【石原良純チーム】 石原良純 村上佳菜子 勝地涼 田渕章裕（インディアンス）                                           | 道枝駿佑（なにわ男子）、梅沢富美男 三好南穂、キンタロー。                                                                                      | 3時間スペシャル （18:51 - 21:56） |
| 26 | 4月5日   | デカ盛りチャレンジグルメ!ドケチ春日は賞金をいくら稼げる?                                         | 【広瀬すず・清原果耶チーム】 広瀬すず 清原果耶 井森美幸 村上（マヂカルラブリー） 【石原良純チーム】 石原良純 村上佳菜子 勝地涼 田渕章裕（インディアンス）                                           | 春日俊彰（オードリー） | 3時間スペシャル （18:51 - 21:56） |
| 26 | 4月5日   | 飲み屋街で人気芸能人がバレずに飲み食いしたらいくら?                                              | 【広瀬すず・清原果耶チーム】 広瀬すず 清原果耶 井森美幸 村上（マヂカルラブリー） 【石原良純チーム】 石原良純 村上佳菜子 勝地涼 田渕章裕（インディアンス）                                           | やす子 | 3時間スペシャル （18:51 - 21:56） |
| 27 | 4月19日  | 沼津魚がし鮨で満腹になるまで食べたらいくら?                                                      | 【TAKAHIROチーム】 EXILE TAKAHIRO アン ミカ 小園凌央 向井慧（パンサー） 【IKKOさんチーム】 IKKO 河合郁人 高城れに（ももいろクローバーZ） 陣内智則                                                   | 駆け抜けて軽トラ（小野島徹・餅田コシヒカリ） 中村克 ノッチ                                                                                     | 20:54 - 21:56の1時間編成          |
| 27 | 4月19日  | 大谷翔平の開幕戦を観戦した幸運な人たちが挑戦! スクラッチ宝くじでより高額当せんするのはだれ?      | 【TAKAHIROチーム】 EXILE TAKAHIRO アン ミカ 小園凌央 向井慧（パンサー） 【IKKOさんチーム】 IKKO 河合郁人 高城れに（ももいろクローバーZ） 陣内智則                                                   | 大谷似翔平 | 20:54 - 21:56の1時間編成          |
| 28 | 4月26日  | 人気観光地・鎌倉を旅して金額予想! この旅いくらかかっているかわかる金?                            | 【TAKAHIROチーム】 EXILE TAKAHIRO アン ミカ 小園凌央 向井慧（パンサー） 【IKKOさんチーム】 IKKO 河合郁人 高城れに（ももいろクローバーZ） 陣内智則                                                   | 梅沢富美男 松木安太郎 ゆうちゃみ | 20:54 - 21:56の1時間編成          |
| 28 | 4月26日  | ハンデドミノ対決!小器用あばれる君は賞金をいくら稼げる?                                           | 【TAKAHIROチーム】 EXILE TAKAHIRO アン ミカ 小園凌央 向井慧（パンサー） 【IKKOさんチーム】 IKKO 河合郁人 高城れに（ももいろクローバーZ） 陣内智則                                                   | あばれる君 | 20:54 - 21:56の1時間編成          |
| 29 | 5月3日   | 塚田農場で満腹になるまで食べたらいくら?                                                          | 【槙野智章チーム】 槙野智章 神田愛花 小森隼（GENERATIONS） 児嶋一哉（アンジャッシュ） 【森崎博之チーム】 森崎博之（TEAM NACS） 藤本美貴 那須雄登（ACEes） 高橋茂雄（サバンナ）                      | 鏡優翔、日下尚 豊ノ島大樹 尾形貴弘（パンサー）、とにかく明るい安村                                                                             | 20:54 - 21:56の1時間編成          |
| 29 | 5月3日   | 新年度特別企画!飲み代がより高いのは誰?                                                           | 【槙野智章チーム】 槙野智章 神田愛花 小森隼（GENERATIONS） 児嶋一哉（アンジャッシュ） 【森崎博之チーム】 森崎博之（TEAM NACS） 藤本美貴 那須雄登（ACEes） 高橋茂雄（サバンナ）                      | - | 20:54 - 21:56の1時間編成          |
| 30 | 5月10日  | デカ盛りチャレンジグルメ!ドケチ春日は賞金をいくら稼げる?                                         | 【槙野智章チーム】 槙野智章 神田愛花 小森隼（GENERATIONS） 児嶋一哉（アンジャッシュ） 【森崎博之チーム】 森崎博之（TEAM NACS） 藤本美貴 那須雄登（ACEes） 高橋茂雄（サバンナ）                      | 春日俊彰（オードリー） | 20:54 - 21:56の1時間編成          |
| 30 | 5月10日  | 母の日特別企画!タイヤ引きチャレンジ! パパはラガーマンと協力してママのために商品券をゲットできる? | 【槙野智章チーム】 槙野智章 神田愛花 小森隼（GENERATIONS） 児嶋一哉（アンジャッシュ） 【森崎博之チーム】 森崎博之（TEAM NACS） 藤本美貴 那須雄登（ACEes） 高橋茂雄（サバンナ）                      | 田中史朗 蓮見孝之（TBSアナウンサー） | 20:54 - 21:56の1時間編成          |
| 31 | 5月17日  | 人気沸騰居酒屋チェーン・北海道で満腹になるまで飲み食いしたらいくら?                              | 【DAIGOチーム】 DAIGO SHELLY 河合郁人 井戸田潤（スピードワゴン） 【石原良純チーム】 石原良純 青山テルマ 髙地優吾（SixTONES） 陣内智則                                                               | 糸井嘉男、たける（東京ホテイソン） くっきー!（野性爆弾）、ハリウッドザコシショウ 篠原梨菜、佐々木舞音、浦野芽良（TBSアナウンサー）             | 20:54 - 21:56の1時間編成          |
| 31 | 5月17日  | 巨人ファンvs阪神ファン 試合後の飲み代どっちが高い?                                               | 【DAIGOチーム】 DAIGO SHELLY 河合郁人 井戸田潤（スピードワゴン） 【石原良純チーム】 石原良純 青山テルマ 髙地優吾（SixTONES） 陣内智則                                                               | - | 20:54 - 21:56の1時間編成          |
| 32 | 5月24日  | プロの歌手は路上ライブでいくら稼げる?                                                            | 【DAIGOチーム】 DAIGO SHELLY 河合郁人 井戸田潤（スピードワゴン） 【石原良純チーム】 石原良純 青山テルマ 髙地優吾（SixTONES） 陣内智則                                                               | 大江裕 | 20:54 - 21:56の1時間編成          |
| 32 | 5月24日  | ズブの素人が自腹チャレンジ! クレーンゲームで一番お金をかけずに景品ゲットできるのは誰?            | 【DAIGOチーム】 DAIGO SHELLY 河合郁人 井戸田潤（スピードワゴン） 【石原良純チーム】 石原良純 青山テルマ 髙地優吾（SixTONES） 陣内智則                                                               | 白濱亜嵐（GENERATIONS） なかやまきんに君 | 20:54 - 21:56の1時間編成          |
| 33 | 5月31日  | 大好評・デカ盛りチャレンジグルメ!ドケチ春日は賞金をいくら稼げる?                                 | 【梅沢富美男チーム】 梅沢富美男 横澤夏子 牧野真莉愛（モーニング娘。’25） 児嶋一哉（アンジャッシュ） 【高橋克実チーム】 高橋克実 藤本美貴 大橋和也（なにわ男子） 向井慧（パンサー）                  | 春日俊彰（オードリー） | 20:54 - 21:56の1時間編成          |
| 33 | 5月31日  | ハンデ卓球対決!金メダリスト水谷隼は賞金をいくら稼げる?                                           | 【梅沢富美男チーム】 梅沢富美男 横澤夏子 牧野真莉愛（モーニング娘。’25） 児嶋一哉（アンジャッシュ） 【高橋克実チーム】 高橋克実 藤本美貴 大橋和也（なにわ男子） 向井慧（パンサー）                  | 水谷隼 | 20:54 - 21:56の1時間編成          |
| 34 | 6月14日  | 話題の居酒屋チェーン・九州 熱中屋で満腹になるまで飲み食いしたらいくら?                           | 【梅沢富美男チーム】 梅沢富美男 横澤夏子 牧野真莉愛（モーニング娘。’25） 児嶋一哉（アンジャッシュ） 【高橋克実チーム】 高橋克実 藤本美貴 大橋和也（なにわ男子） 向井慧（パンサー）                  | 飯尾和樹（ずん）、ウド鈴木（キャイ〜ン） 知念光亮 伊藤桜、沢目繭                                                                               | 20:54 - 21:56の1時間編成          |
| 34 | 6月14日  | クイズ40&20!クイズ王・伊沢と現役東大生は賞金をいくら稼げる?                                      | 【梅沢富美男チーム】 梅沢富美男 横澤夏子 牧野真莉愛（モーニング娘。’25） 児嶋一哉（アンジャッシュ） 【高橋克実チーム】 高橋克実 藤本美貴 大橋和也（なにわ男子） 向井慧（パンサー）                  | 伊沢拓司 | 20:54 - 21:56の1時間編成          |
| 35 | 6月21日  | 関東屈指の人気観光地 栃木・那須を旅して金額予想! この旅いくらかかっているかわかる?               | 【ウエンツ瑛士チーム】 ウエンツ瑛士 井森美幸 松村沙友理 児嶋一哉（アンジャッシュ） 【石原良純チーム】 石原良純 村上佳菜子 リョウガ（超特急） 井戸田潤（スピードワゴン）                             | 梅沢富美男、松木安太郎、丸山桂里奈 浦野芽良（TBSアナウンサー）                                                                                 | 20:54 - 21:56の1時間編成          |
| 35 | 6月21日  | ドケチ春日率いるプロ野球軍団は 野球少年から三振を奪い賞金をいくらゲットできる?                   | 【ウエンツ瑛士チーム】 ウエンツ瑛士 井森美幸 松村沙友理 児嶋一哉（アンジャッシュ） 【石原良純チーム】 石原良純 村上佳菜子 リョウガ（超特急） 井戸田潤（スピードワゴン）                             | 春日俊彰（オードリー） 岡島秀樹、星野伸之、吉見一起                                                                                            | 20:54 - 21:56の1時間編成          |
| 36 | 6月28日  | 夏に行きたい!湘南・江の島で お金を気にせず150分間自由に食べ歩きしたらいくら?                     | 【髙橋海人&中村倫也チーム】 髙橋海人（King & Prince） 中村倫也 久間田琳加 吉村崇（平成ノブシコブシ） 【三村マサカズチーム】 三村マサカズ（さまぁ〜ず） 藤本美貴 宮世琉弥 井戸田潤（スピードワゴン） | ギャル曽根、山口もえ 山内晶大、宮浦健人 NiziU（MAKO、RIO、MAYUKA、MIIHI、NINA）                                                                | 3時間スペシャル （18:51 - 21:56） |
| 36 | 6月28日  | コストコで英語禁止ショッピング!いくら分購入できる?                                               | 【髙橋海人&中村倫也チーム】 髙橋海人（King & Prince） 中村倫也 久間田琳加 吉村崇（平成ノブシコブシ） 【三村マサカズチーム】 三村マサカズ（さまぁ〜ず） 藤本美貴 宮世琉弥 井戸田潤（スピードワゴン） | モモコ（ハイヒール）、田中美佐子 鏡優翔、丸山桂里奈 田渕章裕（ちょんまげラーメン）                                                             | 3時間スペシャル （18:51 - 21:56） |
| 36 | 6月28日  | ズブの素人が自腹チャレンジ! クレーンゲームで一番お金をかけずに景品ゲットできるのは誰?            | 【髙橋海人&中村倫也チーム】 髙橋海人（King & Prince） 中村倫也 久間田琳加 吉村崇（平成ノブシコブシ） 【三村マサカズチーム】 三村マサカズ（さまぁ〜ず） 藤本美貴 宮世琉弥 井戸田潤（スピードワゴン） | 成田凌 IKKO ガチャピン・ムック 紅しょうが（稲田美紀・熊元プロレス）                                                                            | 3時間スペシャル （18:51 - 21:56） |
| 36 | 6月28日  | 紅白歌手は路上ライブでいくら稼ぐ?in横浜                                                          | 【髙橋海人&中村倫也チーム】 髙橋海人（King & Prince） 中村倫也 久間田琳加 吉村崇（平成ノブシコブシ） 【三村マサカズチーム】 三村マサカズ（さまぁ〜ず） 藤本美貴 宮世琉弥 井戸田潤（スピードワゴン） | 大江裕 水森かおり May J. | 3時間スペシャル （18:51 - 21:56） |
| 37 | 7月12日  | スシローと同じグループの人気居酒屋・杉玉で 満腹になるまで飲み食いしたらいくら?                   | 【生瀬勝久チーム】 生瀬勝久 小芝風花 SHELLY 向井慧（パンサー） 【DAIGOチーム】 DAIGO アン ミカ 小森隼（GENERATIONS） 児嶋一哉（アンジャッシュ）                                                     | ケンドーコバヤシ、ハリウッドザコシショウ ウルフ・アロン、やす（ずん） 後藤希友、今田まな、深沢未花                                             | 90分スペシャル （21:35 - 23:01）  |
| 37 | 7月12日  | 大好評・デカ盛りチャレンジグルメ! ドケチ春日は賞金をいくら稼げる?                                | 【生瀬勝久チーム】 生瀬勝久 小芝風花 SHELLY 向井慧（パンサー） 【DAIGOチーム】 DAIGO アン ミカ 小森隼（GENERATIONS） 児嶋一哉（アンジャッシュ）                                                     | 春日俊彰（オードリー） | 90分スペシャル （21:35 - 23:01）  |
| 38 | 7月26日  | 夏の人気観光地・静岡県伊東を旅して金額予想! この旅いくらかかっているかわかる?                    | 【生瀬勝久チーム】 生瀬勝久 ファーストサマーウイカ SHELLY 向井慧（パンサー） 【DAIGOチーム】 DAIGO アン ミカ 那須雄登（ACEes） 村上（マヂカルラブリー）                                             | 石原良純、松木安太郎、丸山桂里奈 | 20:54 - 21:56の1時間編成          |
| 38 | 7月26日  | 人気飲み屋街!赤羽一番街で 人気芸能人はバレずにいくら分飲み食いできる?                            | 【生瀬勝久チーム】 生瀬勝久 ファーストサマーウイカ SHELLY 向井慧（パンサー） 【DAIGOチーム】 DAIGO アン ミカ 那須雄登（ACEes） 村上（マヂカルラブリー）                                             | 黒沢かずこ（森三中）、椿鬼奴 | 20:54 - 21:56の1時間編成          |
| 39 | 8月3日   | 夏に行きたい!千葉房総の人気浜焼き店「活き活き亭」で 満腹になるまで飲み食いしたらいくら?          | 【鈴木亮平チーム】 鈴木亮平 宮澤エマ 王林 児嶋一哉（アンジャッシュ） 【槙野智章チーム】 槙野智章 SHELLY 浮所飛貴（ACEes） とにかく明るい安村                                                        | 田中史朗、具智元、松田力也 鏡優翔、藤波朱理、尾﨑野乃香、伊藤海                                                                                | 20:54 - 21:56の1時間編成          |
| 39 | 8月3日   | ドケチ春日率いるプロ野球軍団は 野球少年から三振を奪い賞金をいくらゲットできる?                   | 【鈴木亮平チーム】 鈴木亮平 宮澤エマ 王林 児嶋一哉（アンジャッシュ） 【槙野智章チーム】 槙野智章 SHELLY 浮所飛貴（ACEes） とにかく明るい安村                                                        | 春日俊彰（オードリー） 岡島秀樹、星野伸之、吉見一起                                                                                            | 20:54 - 21:56の1時間編成          |
| 40 | 8月10日  | 宇都宮の人気飲み屋街「東口屋台村」で満腹になるまで食べたらいくら?                                | 【鈴木亮平チーム】 鈴木亮平 宮澤エマ 王林 児嶋一哉（アンジャッシュ） 【槙野智章チーム】 槙野智章 SHELLY 浮所飛貴（ACEes） とにかく明るい安村                                                        | 関太（タイムマシーン3号） 白鷹山、湘南乃海 | 20:54 - 21:56の1時間編成          |
| 40 | 8月10日  | ズブの素人が自腹チャレンジ! クレーンゲームで一番お金をかけずに景品ゲットできるのは誰?            | 【鈴木亮平チーム】 鈴木亮平 宮澤エマ 王林 児嶋一哉（アンジャッシュ） 【槙野智章チーム】 槙野智章 SHELLY 浮所飛貴（ACEes） とにかく明るい安村                                                        | 生見愛瑠 いとうあさこ、大久保佳代子 | 20:54 - 21:56の1時間編成          |
| 41 | 8月17日  | 敬語禁止大阪グルメ旅!杉山アナは視聴者プレゼント代をいくら残せる?                                 | 【小手伸也チーム】 小手伸也 鈴木紗理奈 河合郁人 向井慧（パンサー） 【内田篤人チーム】 内田篤人 横澤夏子 佐々木久美 高橋茂雄（サバンナ）                                                             | 赤井英和 オール巨人（オール阪神・巨人） モモコ（ハイヒール） 杉山真也（TBSアナウンサー）                                                       | 20:54 - 21:56の1時間編成          |
| 41 | 8月17日  | ハンデドミノ対決!小器用あばれる君は賞金をいくら稼げる?                                           | 【小手伸也チーム】 小手伸也 鈴木紗理奈 河合郁人 向井慧（パンサー） 【内田篤人チーム】 内田篤人 横澤夏子 佐々木久美 高橋茂雄（サバンナ）                                                             | あばれる君 | 20:54 - 21:56の1時間編成          |

## ネット局
| 放送対象地域   | 放送局                    | 系列    | 放送時間           | ネット状況 | 備考 |
| -------------- | ------------------------- | ------- | ------------------ | ---------- | ---- |
| 関東広域圏     | TBSテレビ（TBS）          | TBS系列 | 土曜 21:00 - 21:56 | 制作局     |      |
| 北海道         | 北海道放送（HBC）         | TBS系列 | 土曜 21:00 - 21:56 | 同時ネット |      |
| 青森県         | 青森テレビ（ATV）         | TBS系列 | 土曜 21:00 - 21:56 | 同時ネット |      |
| 岩手県         | IBC岩手放送（IBC）        | TBS系列 | 土曜 21:00 - 21:56 | 同時ネット |      |
| 宮城県         | 東北放送（tbc）           | TBS系列 | 土曜 21:00 - 21:56 | 同時ネット |      |
| 山形県         | テレビユー山形（TUY）     | TBS系列 | 土曜 21:00 - 21:56 | 同時ネット |      |
| 福島県         | テレビユー福島（TUF）     | TBS系列 | 土曜 21:00 - 21:56 | 同時ネット |      |
| 新潟県         | 新潟放送（BSN）           | TBS系列 | 土曜 21:00 - 21:56 | 同時ネット |      |
| 長野県         | 信越放送（SBC）           | TBS系列 | 土曜 21:00 - 21:56 | 同時ネット |      |
| 山梨県         | テレビ山梨（UTY）         | TBS系列 | 土曜 21:00 - 21:56 | 同時ネット |      |
| 静岡県         | 静岡放送（SBS）           | TBS系列 | 土曜 21:00 - 21:56 | 同時ネット |      |
| 富山県         | チューリップテレビ（TUT） | TBS系列 | 土曜 21:00 - 21:56 | 同時ネット |      |
| 石川県         | 北陸放送（MRO）           | TBS系列 | 土曜 21:00 - 21:56 | 同時ネット |      |
| 中京広域圏     | CBCテレビ（CBC）          | TBS系列 | 土曜 21:00 - 21:56 | 同時ネット |      |
| 近畿広域圏     | 毎日放送（MBS）           | TBS系列 | 土曜 21:00 - 21:56 | 同時ネット |      |
| 島根県・鳥取県 | 山陰放送（BSS）           | TBS系列 | 土曜 21:00 - 21:56 | 同時ネット |      |
| 岡山県・香川県 | RSK山陽放送（RSK）        | TBS系列 | 土曜 21:00 - 21:56 | 同時ネット |      |
| 広島県         | 中国放送（RCC）           | TBS系列 | 土曜 21:00 - 21:56 | 同時ネット |      |
| 山口県         | テレビ山口（tys）         | TBS系列 | 土曜 21:00 - 21:56 | 同時ネット |      |
| 愛媛県         | あいテレビ（itv）         | TBS系列 | 土曜 21:00 - 21:56 | 同時ネット |      |
| 高知県         | テレビ高知（KUTV）        | TBS系列 | 土曜 21:00 - 21:56 | 同時ネット |      |
| 福岡県         | RKB毎日放送（RKB）        | TBS系列 | 土曜 21:00 - 21:56 | 同時ネット |      |
| 長崎県         | 長崎放送（NBC）           | TBS系列 | 土曜 21:00 - 21:56 | 同時ネット |      |
| 熊本県         | 熊本放送（RKK）           | TBS系列 | 土曜 21:00 - 21:56 | 同時ネット |      |
| 大分県         | 大分放送（OBS）           | TBS系列 | 土曜 21:00 - 21:56 | 同時ネット |      |
| 宮崎県         | 宮崎放送（mrt）           | TBS系列 | 土曜 21:00 - 21:56 | 同時ネット |      |
| 鹿児島県       | 南日本放送（MBC）         | TBS系列 | 土曜 21:00 - 21:56 | 同時ネット |      |
| 沖縄県         | 琉球放送（RBC）           | TBS系列 | 土曜 21:00 - 21:56 | 同時ネット |      |

## スタッフ

### レギュラー版
- コーラス - Dreamers Union Choir
- 構成 - 興津豪乃【週替り】、木野聡、水野圭佑、植田将崇、細井新【毎週】（興津・水野・植田→レギュラー版）
- TM - 掛田大輔
- TD - 佐藤雅之
- CAM - 三上茉梨
- VE - 北澤希美（パイロット版はVTR）【週替り】
- VE/VTR - 浦里麻也【週替り】
- VTR - 田中千明、下斗米孝仁、吉田拡司、河本崇、熊谷雄太、寒川健斗【週替り】
- 音声 - 見上純一、長井愛美、深田瑠美子【週替り】
- 照明 - 木村郁恵
- ロケ技術 - ティ・ピー・ブレーン、MABU（ティ・MABU→以前は毎週）、REC(レック)、EYEZEN、だだだ、ライズアップ、Swish japan、J-crew、エスパシオ、アールイー、マイシャ、バンエイト、BULL BULL、オールビジョン、イメージランド、山本啓太、ライズ・アップ、セッターズ、ゼータ、VIC、プレゼンスクルー、アイゼン、共同テレビジョン、タイムリー【週替り】（EYE・ライズ・エスパ〜タイム→レギュラー版）
- 協力 - 東京オフラインセンター ほか
- リサーチ - K-WORK
- 編集・MA - MJ 奈良貢、佐々木小都美、麒麟スタジオ（麒麟→レギュラー版）
- 音響効果 - 藤原大介、黒澤隆昌
- 美術プロデューサー - 宇野宏美
- 美術デザイナー - 大戸三弘女
- 美術ディレクター - 萩野谷風華
- 装置 - 正代俊明
- 操作 - 権田博之、佐藤翔太
- 電飾 - 住義仁
- アクリル装飾 - 森美男
- 装飾 - 西真彩
- 造形 - 空間工房タシブトフクシマ
- ヘアメイク - 近藤見紀
- CG - the king Maker
- 編成 - 丸茂宏太郎（TBSテレビ）
- 宣伝 - 松村紗仁子・豊岡聡美（TBSテレビ）
- 配信 - パリーク亜門（TBSテレビ）
- TK - 大島倫子
- デスク - 石川素子
- AD - 清瀧朱里・木村聡喜・道上亮・山本柊輔（厨子王）、藤原未妃・永田芽衣子（ZPLUS）、伊藤航・奥村真帆・栗村はな・根岸健尚（いまじん）、鈴木愛梨沙、上村英生、竹内宏輝、菅桃香、高塚雅也、神川達哉、石川まな、徳吉一真、千葉美雨、平野純花、表寺智佳子、池田沙祐里、渡辺望実、澁谷海、徳谷功太、山下元暉、佐藤みよ子、宮田結、築館茉佑、杉山美羽、吉野大貴、藤田智秋、川村健晴、熊坂栞菜、伴場虎太郎、太田留季菜、山﨑大葵、井戸田絵里加、狩野美紀、本間栄行、岡澤克信【週替り】、中田隼人【毎週】
- 制作進行 - 葺屋香乃子（ZPLUS、パイロット版はディレクター）、河野昌美、平井雛乃
- キャスティングP - 佐藤理恵（てっぱん、以前は週替りプロデューサー）
- AP - 三井那結【毎週】、田中麻梨紗、井手俊輔、山崎遥加、坂井由莉、高橋萌々恵、久石悠子、松本奈緒美【週替り】
- ディレクター - 久保玲美衣・藤本俊介・神野慎之介・中村愛奈・伊原早紀（厨子王、神野→パイロット版はAD、伊原→以前は毎週AD）、五位野春花（厨子王/ZPLUS）、吉池朗・保坂公貴（ZPLUS）、齋藤裕弘、岩本智也・齋藤健太・田中健太・石岡桜咲・伊澤翔太・田代和総・千田野々香（いまじん）、諏訪裕紀、増田貴也、及能貴之、永山靖章（BMC）、吉川司、中須賀美理、高場透、藤原優太、橋田裕元、中岡龍馬、柏田雄二、大本佳佑、白石大空、亀崎裕介、小林恵美、山田翔太、吉原崇弥、丸山太嘉志、松浦直人、高橋洋平、奥村奈美、岩城渚、中谷陽介、児玉アトム、森山史崇、荻原卓也、小澤雄一、金光豪、豊嶋隆一、崎谷英蘭（TBSテレビ、2024年8月まで毎週ディレクター→ディレクター/プロデューサー→一時離脱）【週替り】
- プロデューサー - 田邊哲平・石黒光典（TBSテレビ、石黒→以前はCP→一時離脱）、石野浩史（Cast Campany）【毎週】、升田久美・佐野竜也・高梨織江（ZPLUS）、間篠高行・笹村啓太・前多由香（いまじん）、橋本孔一、境浩平、松野亮、對馬未沙子【週替り】
- 制作協力 - ZPLUS、いまじん、D:COMPLEX、Gothic
- チーフプロデューサー・総合演出 - 平野亮一（TBSテレビ、2024年6月までは企画・総合演出→2025年6月までは総合演出・プロデューサー）
- 制作 - TBSテレビコンテンツ制作局バラエティ制作一部
- 製作著作 - TBS

### 過去のスタッフ
- 照明 - 下城舞
- 編成 - 高田脩・三浦萌・河本恭平（TBSテレビ）
- 配信 - 長谷川舞・川元崇史（TBSテレビ）
- キャスティングP - 久田誠司
- AD - 横田琉夏
- ディレクター - 木村英貴（FAT TRUNK）
- 演出 - 吉岡賢祐（厨子王）
- プロデューサー - 田崎真洋・池田尚弘（TBSテレビ）、住田雄一（FAT TRUNK）
- 制作協力 - FAT TRUNK

#### パイロット版
- ナレーター - 杉山真也（TBSアナウンサー）
- TD - 中里子
- CAM - 佐藤光一
- VE - 池田麻鈴
- 音声 - 井上奈央子
- 美術ディレクター - 岩城正和
- 操作 - 牧ヶ谷純二
- 特効 - 星野達哉
- ヘアメイク - 遠藤敏子
- 宣伝 - 橋本幸江、平山景子（共にTBSテレビ）
- AD - 糸井優和
- ディレクター - 村中良輔（FAT TRUNK）、木村翔太（厨子王）／渡邊旻夏